# Rikard Wolff
Pour les articles homonymes, voir Wolff.
Jan Rikard Wolff, né le 8 avril 1958 à Farsta (Stockholm) et mort le 17 novembre 2017 à Ystad, est un acteur et chanteur suédois.

## Biographie
Rikard Wolff a grandi à Farsta dans la banlieue de Stockholm puis 10 ans à Karlstad. En 1978, il entre à l'école de théâtre Skara skolscen, puis commence son activité professionnelle d'acteur au théâtre Vågspel à Södertälje. De 1980 à 1982, il joue au Teater Aurora, avec entre autres le rôle-titre de Don Carlos dans la pièce de Friedrich Schiller (1981). Il fait aussi des études de musique ; il aime la chanson française et a fait depuis 1982 un certain nombre de spectacles sur scène et à la télévision rendant hommage à des personnalités comme Édith Piaf, Jacques Brel et Barbara mais aussi Barbro Högberg, Maria Callas et Karl Gerhard.
De 1984 à 1987, il étudie à l'école de théâtre de Malmö (Teaterhögskolan) et commence une collaboration avec le régisseur Rickard Günther avec le rôle-titre dans Mefisto : il affectionne particulièrement ce genre de caractères tourmentés et passionnés. C'est au cours de ses études qu'il fait la connaissance de Suzanne Osten: au théâtre Unga Klara il joue dans L'Affaire Danton (1986) puis fait ses débuts au cinéma avec elle aussi, dans Livsfarlig film (1988). C'est en 1990, dans le rôle du poète Paul Andersson dans la série télévisée Apelsinmannen de Birgitta Stenberg qu'il se fait connaître pour un public plus large. Cela conduit plus tard une autre collaboration sur le long terme, cette fois avec Colin Nutley et la trilogie Änglagård (1992, 1994 et 2010) où il formait un tandem avec Helena Bergström. Depuis, il a joué dans de nombreux films et productions télévisées.
Au théâtre, il a joué sur de nombreuses scènes suédoises : entre autres En attendant Godot au Dramaten (1990), Hamlet au Östgötateatern (1995), A Chorus Line (2002) à l'Opéra de Göteborg, Richard III (2006) pour Riksteatern.
Au fil de sa carrière, il a aussi écrit et produit sur scène ses propres chansons et enregistré plusieurs albums. En 2001, il obtient un Grammis pour Min allra största kärlek (Ma plus belle histoire d'amour) en hommage à Barbara. Rikard Wolff participe en 2012 à l'inauguration de Friends Arena, où il interprète une de ses chansons les plus connues, Pojken på månen (le Garçon sur la Lune). Il participe également au Melodifestivalen 2013 avec la chanson En förlorad sommar (Un été perdu), écrit par Tomas Andersson Wiij et finit 7e en demi-finale à Göteborg (9 février).
En 2011, il publie son autobiographie Rikitikitavi.
En 2013, il est nommé chevalier de la Légion d'honneur par le président de la République française, François Hollande, pour son engagement pour la musique et la culture françaises.

### Vie privée
Rikard Wolff est homosexuel. En 2005, il a eu une fille avec Stina Gardell.

## Filmographie (sélection)
- 1992 : Jönssonligan och den svarta diamanten (litt. « Le Gang Olsen et le diamant noir »)
- 1994 : voix de Scar dans version suédoise doublée du Roi Lion
- 2000 : voix de Tzekel-Khan dans la version suédoise doublée de La Route d'Eldorado
- 2006 : Desmond et la Créature du marais
- 2010 : voix d'Absolem dans la version suédoise doublée d'Alice au pays des merveilles

## Discographie
- 1991 : Recital
- 1995 : Pojken på månen
- 1997 : Stjärnklara nätter
- 2000 : Min allra största kärlek
- 2001 : Desemberbarn (avec la Norvégienne Kari Bremnes)
- 2003 : Du får mig om jag får dig
- 2004 : Chanson suicide
- 2005 : Allt du kan önska!
- 2009 : Tango
- 2013 : Första lågan

## Concerts[6]
- 1982 : Såna Människor – Rikard Wolff chante Jacques Brel, Teater Aurora
- 1987 : Barbaras långa nätter, Teater Galeasen à Kulturhuset
- 1991 : Récital, Dramaten
- 1993 : Récital – I'm a gigolo, Dramaten, Cirkus et SVT
- 1995 : Pojken på månen, Cirkus, tournée et SVT
- 2000 : Min allra största kärlek – Rikard Wolff chante Barbara, Dramaten, SVT et Grammis
- 2004 : Chanson suicide – Rikard Wolff sjunger Piaf, Dramaten, tournée et SVT 2015
- 2011 : Rikitikitavi, Kungliga Operan, SVT och turné
- 2013 : Första lågan, Kungliga Operan
- 2015 : Den sista föreställningen – Wolff chante Brel, Kulturhuset Stadsteatern